# Anthony Bourdain
Anthony Michael Bourdain (Ciutat de Nova York, 25 de juny de 1956 – Kaysersberg-Vignoble, 8 de juny de 2018) va ser un xef, actor, i personalitat televisiva estatunidenca.